# Marquesado de Muñiz
El marquesado de Muñiz es un título nobiliario pontificio de carácter personal creado por el papa León XIII el 2 de mayo de 1900 a favor de Gabriel Padierna de Villapadierna y Erice Muñiz y Urquijo).

## Marqueses de Muñiz
|                        | Titular                                   | Periodo                |                        |
| Creación por León XIII | Creación por León XIII                    | Creación por León XIII | Creación por León XIII |
| ---------------------- | ----------------------------------------- | ---------------------- | ---------------------- |
| I                      | Gabriel Padierna de Villapadierna y Erice | 1900-1936              |                        |

## Historia
- Gabriel Padierna de Villapadierna y Erice (9 de noviembre de 1877[1]-Madrid, 9/10 de noviembre de 1936[2]), I marqués pontificio de Muñiz.

El marquesado de Muñiz está íntimamente ligado al condado de Erice y al marquesado de Padierna, todos ellos títulos nobiliarios pontificios de carácter personal creados por el papa León XIII para los hijos del I conde de Villapadierna: Gabriel, Jesús y Manuela. El uso de estos títulos en España fue autorizado por el rey Alfonso XII el 23 de mayo de 1900. Era hijo de Felipe Padierna de Villapadierna y Muñiz, I conde de Villapadierna y caballero de la Orden de Santiago, y de Manuela de Erice y Urquijo, hija de Martin Francisco de Erice Elorz y de María Cecilia de Urquijo y Landaluce.
Durante la Revolución Española de 1936, Gabriel fue apresado por miembros de la Milicia confederal, junto con su hermana Manuela y su sobrina María, en las escaleras del Palacio de Villapadierna de Madrid. Ese mismo día se les condujo hasta la checa de Fomento, donde fueron asesinados.